# 하나다 줏키
하나다 줏키(일본어: 花田 十輝, 남성, 1969년 - )는 일본의 애니메이션 각본가, 라이트 노벨 작가이다.
조부는 작가・문학 평론가인 하나다 키요테루이다.
현재는 주식회자 "SATZ" 소속이다.

## 내력・인물
줏키(十輝)라는 이름의 기원에 대해서는 밝혀진 바가 없고 조부인 하나다 키요테루에 의해서 지어진 이름이라는 것만이 알려져 있다.
소년 시절부터 애니메이션을 좋아했고, 대학생 때에 애니메이션 각본가가 되기 위해 코야마 타카오의 제자가 되었다.
대학 재학 중에는, 각본가로서 먹고 살기 어려울 것이라는 생각 때문에, 꾸준히 저금하고 절약적인 생활을 하게 되었다. 시나리오 라이터로서 생활할 수 없어서 다른 일에 손을 대고 그대로 일을 포기한 사람을 많이 봐왔기 때문에, 그렇게 되지 않으려는 생각을 하며 계획적인 저축을 했다고 한다. 대학 졸업 후, 실제로 각본가로서의 일이 없었기 때문에, 저금했던 돈을 사용하면서 생활하고 있었다. 본인은 프로로서 생활할 수 있는 상황을 "운이 좋았던 것 "이라고 말했다.
각본가로서의 첫번째 일은 "짱켄맨"이다.
젊은 시절 "용자 시리즈"의 기획 공모에 참가한 적이 있었지만, 제출했던 여러 기획안이 모두 채용되지 못 했다.
1990년대 초에 아카호리 사토루 사무소에 들어간 것을 계기로, 업계에서 많은 것을 배웠다. 당시에 "사쿠라 대전"의 문예도 했다.
몇년 동안 일이 없는 시기가 이어졌지만 "아베노바시 마법☆상점가"의 시리즈 구성에 참여한 무렵부터, 서서히 애니메이션 관련의 일이 늘고 있다고 말했다.
애니메이션의 사정 상, 방송보다 훨씬 전에 각본을 쓰고 있기 때문에, 방송을 확인할 때 "이번 화는 무슨 이야기였지?"라고 생각한 적도 있지만, 방송을 보면 어디가 오리지널의 부분이고, 어느 부분을 덧붙인 것인가 같은 기억이 되살아난다고 한다.
각본에 관해서는 원래 시나리오가 데이터로서 있는 경우도 복사 붙여넣기는 절대 안 한다고 한다. 한 글자 한 구절을 제대로 손으로 치지 않으면, 그 작품에 따른 템포(구두점을 치는 방법도 포함), 대사 등이 잘 잡히지 않는다는 것을 이유로 들고 있다.
TV 애니메이션에서는 주로 서브 라이터로서 아오시마 타카시가 참가한다.